# Курджипська
Курджипська (рос. Курджипская; адиг. Курджыпс) — станиця Майкопського району Адигеї Росії. Входить до складу Краснооктябрського сільського поселення.
Населення — 1590 осіб (2015 рік).